# Deima validum
Deima validum är en sjögurkeart som beskrevs av Jakob Gustaf Gösta Theel 1879. Deima validum ingår i släktet Deima och familjen Deimatidae. Inga underarter finns listade i Catalogue of Life.